# Teresa Cunillera
Teresa Cunillera Mestres (Bell Lloch, Lérida, 17 de febrero de 1951) es una política española. Entre 2018 y 2022 ocupó el cargo de delegada del Gobierno en Cataluña. También ha sido vicepresidenta primera del Congreso de Diputados de 2008 a 2011.

## Biografía
Estudió Peritaje Mercantil y, tras aprobar oposiciones [cita requerida], ingresó en 1973 como funcionaria en la Administración del Estado. En 1975 se incorporó a Convergencia Socialista de Cataluña para pasar en 1978 al Partido de los Socialistas de Cataluña. Fue diputada por Lérida por primera vez a los 31 años, en 1982, en la segunda legislatura. En 1986 prestó servicios en el Ministerio de Relaciones con las Cortes, llegando al cargo de directora del Gabinete del Ministro Virgilio Zapatero entre 1989 y 1993.
Volvió a ser elegida diputada en las elecciones generales de 1996 y hasta 2015 mantuvo su escaño. En la IX Legislatura fue vicepresidenta primera del Congreso. 
Considerada una persona de confianza de Pedro Sánchez y de Miquel Iceta, en 2014 se incorporó al equipo de confianza de Sánchez para coordinar su candidatura a la Secretaría General del PSOE. En enero de 2017 se incorporó de la Comisión Gestora del PSOE por parte del PSC.
En junio de 2018 fue nombrada delegada del Gobierno en Cataluña sustituyendo a Enric Millo. Tomó posesión del cargo el 22 de junio.